# 小田原映画祭
小田原映画祭（おだわらえいがさい）は、2004年より神奈川県小田原市にて、毎年開催される映画祭である。映画祭の正式名称は、小田原映画祭の後にシネマトピアと続き、開催年が連なる。劇場映画の上映とショートフィルムコンテストから成り立っており、第1回、第2回は小田原市が主催し、その後小田原市が投げ出した為、地元市民がNPO法人小田原シネマトピアを立ち上げ、小田原映画祭実行委員会（NPO法人シネマトピア会員）を設立。小田原シネマトピア理事が企画運営を担当する。

## 概要
2005年2月に第1回が、2007年2月に第2回、2009年9月に第3回が開催された。隔年開催であったが、2010年9月には第4回の開催された。主な会場は小田原城址公園内銅門、小田原コロナワールドとTOHOシネマズ小田原。
映画祭では、主に小田原市に所縁のある劇場映画の上映と、公募によるショートフィルムコンテストを設けている。コンテストは二つの部門から成り立っており、20分以内の作品を上映するショートフィルム部門と、30秒以上1分以内を規定する携帯ミニミニムービー部門がそれである。審査委員長を務めたのは、第1回は神奈川県立小田原高等学校出身という脚本家の山田太一、第2回は同市出身俳優の阿藤快が実行委員長と兼務した。